# John C. Calhoun
John Caldwell Calhoun (n. 18 martie 1782, Abbeville⁠(d), Carolina de Sud, SUA – d. 31 martie 1850, Washington, D.C., District of Columbia, SUA) a fost cel de-al șaptelea⁠(d) vice-președinte al Statelor Unite ale Americii, un politician marcant din sudul Statelor Unite, al primei jumătăți a secolului al 18-lea, originar din statul Carolina de Sud.
Calhoun a fost unul din fervenții susținători ai sclaviei, a drepturilor statelor, a unui guvern limitat și al nulificării⁠(d). Calhoun a fost cel de-al doilea politician american care a exercitat funcția de vicepreședinte american sub două administrații diferite (ca democrat-republican sub președinția lui John Quincy Adams și ca democrat sub președinția lui Andrew Jackson), primul vicepreședinte american născut după Revoluția americană, respectiv primul vicepreședinte care a demisionat din funcție.
Calhoun a servit de asemenea în cadrul legislativului statal al statului său natal, Carolina de Sud, unde a scris diferite proiecte de legi dintre care s-a detașat legea sufragiului universal pentru bărbații albi (de origine caucaziană).